# Dermatoskopie

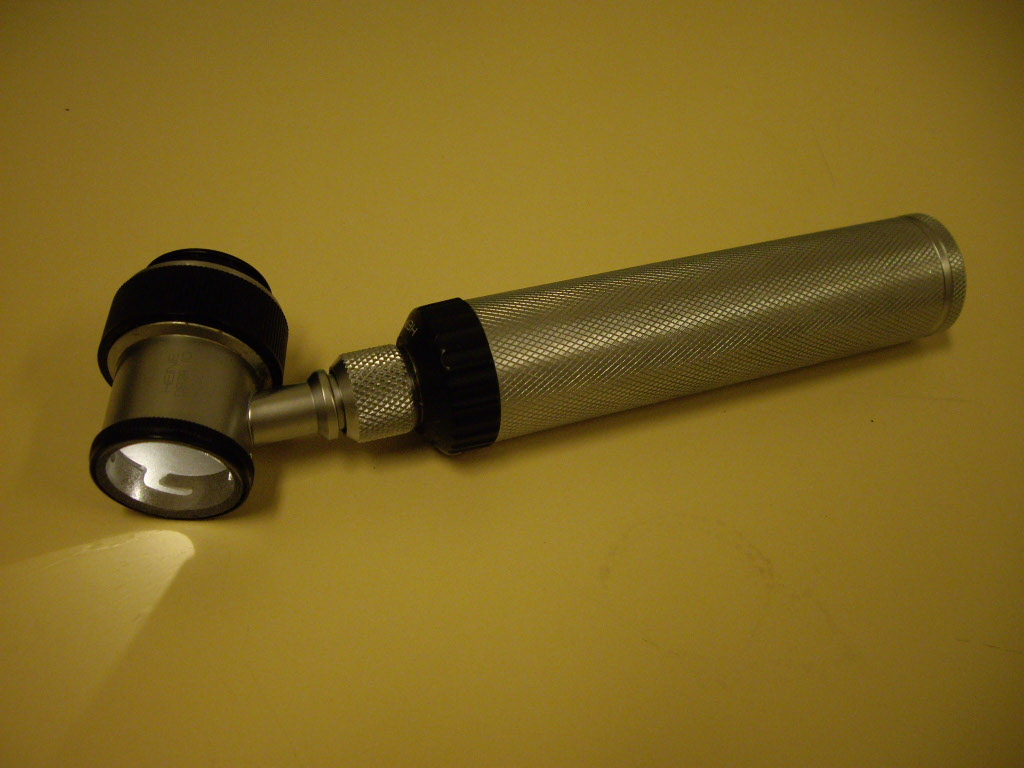
Dermatoskop, Beleuchtung schräg austretend

Die Dermatoskopie (Syn.: Auflichtmikroskopie, Epilumineszenzmikroskopie; englisch dermoscopy) ist ein nichtinvasives und einfaches Untersuchungsverfahren der Dermatologie, das insbesondere zur Früherkennung von bösartigen Tumoren der Haut (Malignomen) eingesetzt wird. Hierbei wird die Haut mit einem Mikroskop unter Zuhilfenahme von Öl und z. T. auch polarisiertem Licht bis in tiefere Schichten betrachtet.

## Physikalische Grundlagen

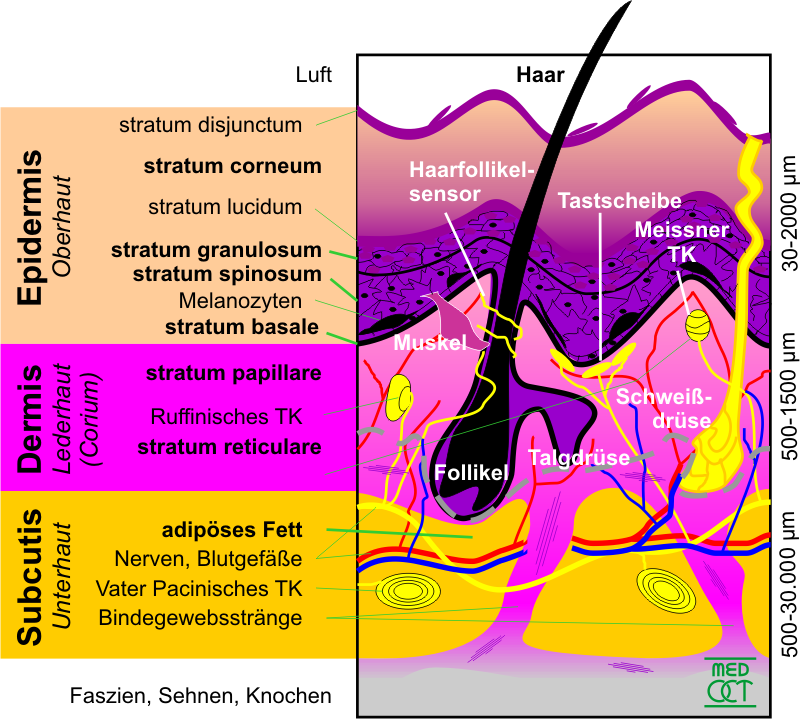
Aufbau der menschlichen Haut mit Hautanhangsgebilden

Licht, das auf die Haut auftritt, wird normalerweise zum Großteil von der mehrschichtig aufgebauten Oberhaut (Epidermis) reflektiert (Fresnel-Reflexion). Durch Auftragen von Immersionsöl mit einem Brechungsindex von 1,5 – 1,8 und Eintauchen des Dermatoskops tritt dank angepasstem Brechungsindex am nun flüssigkeitsgefüllten Spalt zwischen Haut und Dermatoskop viel weniger Reflexion auf, als wenn Luft mit von Haut und Glas stark abweichendem Brechungsindex n = 1,0 anliegt. Bei entsprechender mikroskopischer Vergrößerung und geeigneter Beleuchtung kann man bis maximal in die obere Lederhaut blicken. Eine weitere Verbesserung kann durch die Nutzung von Kreuzpolarisation entstehen. Hierbei wird polarisiertes Licht zur Beleuchtung genutzt und genau das senkrecht dazu polarisierte, von der Haut zurückgestreute Licht betrachtet. Das an der Oberfläche reflektierte Licht wird auf diese Weise herausgefiltert, da es seine Polarisation, im Gegensatz zu dem in der Haut gestreuten Licht, nicht verändert.

## Verwendung
Wesentliches Einsatzgebiet der dermatoskopischen Diagnostik ist die Erkennung früher Melanome und die Unterscheidung melanozytärer von nicht-melanozytären Pigmenttumoren. Die Dermatoskopie kann im Weiteren bei der Beurteilung von Parasiten (z. B. bei Krätze), Fremdkörpern und Einblutungen eingesetzt werden.